# Météo+
 (décembre 2013).
Si vous disposez d'ouvrages ou d'articles de référence ou si vous connaissez des sites web de qualité traitant du thème abordé ici, merci de compléter l'article en donnant les références utiles à sa vérifiabilité et en les liant à la section « Notes et références ».
Météo+ est le troisième téléroman franco-ontarien diffusée sur TFO, après FranCœur et Pointe-aux-chimères. 
La série a été entièrement tournée dans la région du Grand Sudbury, Ontario.

## Synopsis
Un Québécois, Bernard, s'exile à Sudbury afin de refaire sa vie après la dissolution de son couple. Il se retrouve alors à la tête d'une chaîne de météorologie continue qui s'est donne comme mission d'offrir aux francophones en région une météo tout à eux. Après des débuts difficiles, il en arrive à trouver un semblant de normalité et de quiétude, entoure de ses employés aux allures farfelues.

## Distribution[3]
- Martin Albert : Bernard Vaillancourt
- Lina Blais : Gisèle Mailloux
- René Lemieux : Ted (Pierre-Douglas) Guérin
- Stéphane Paquette : Mario Czhwaenski
- Guy Mignault : Conrad Fillion (Conny)
- Roch Castonguay : Spare Change
- Jean Pearson : Gratien Desrosiers
- Micheline Marchildon : BM (Béatrice-Marie) Williams
- Chanda Legroulx : Billy Jean Caron
- Fanie Lavigne : Lara
- Frank Chiesurin : Tristan Patry
- Marie-Hélène Fontaine : Gratienne Desrosiers
- Jean Deschênes : Julien J. Rochefort
- Annie Lefebvre : Constance Lalonde
- Karine Ricard : Linda Guay
- Christian Laurin : Gignac
- Elyzabeth Walling : Chantal L'Amour

### Personnages
- Bernard Vaillancourt : À la quarantaine, Bernard est un gars qui ne s'est jamais trop éloigné de sa ville de Sherbrooke, au Québec.  Extrêmement sympathique et généreux, marié depuis 15 ans à la belle Lara, Bernard mène une vie des plus paisibles comme directeur d'une station régionale de câblodistribution. Jusqu'au jour où son univers s'écroule : il perd son emploi et, presque au même moment, Lara lui annonce qu'elle le quitte pour un autre homme! Tout dans sa vie est à redéfinir.
- Lara : Personnage plus virtuel que réel, on[Qui ?] la voit le plus souvent dans les photos de Bernard.  Et pour cause, son ancienne épouse est la plupart du temps une personne imaginaire avec qui il aime parler. Son caractère change ainsi au gré des humeurs de Bernard.
- BM (Béatrice-Marie) Williams : Béatrice-Marie- (BM) pour ses proches - est productrice principale à Météo+. Un peu tyrannique avec ses employés, BM travaille pour Ted depuis 10 ans déjà, tout en affirmant qu'elle n'y était que (de passage) vers une meilleure destinée. Elle s'organise d'ailleurs pour que tout dans sa vie revête un caractère temporaire.
- Gisèle Mailloux : Gisèle, réceptionniste de Météo+, travaille pour Ted depuis toujours. Elle est une femme mystérieuse : tout le temps au téléphone, en train de parler avec ses parents, elle arrive pourtant à assurer le bon fonctionnement du bureau! Mariée depuis 15 ans à Gilles, chauffeur de camion originaire de Caraquet au Nouveau-Brunswick.
- Gratienne Desrosiers : « Castrante » est probablement le premier terme qui vient à l'esprit lorsque l'on pense à Gratienne. Fin cinquantaine (d'après elle), belle femme, étalant une sexualité que l'on pourrait qualifié de mature, elle a une emprise terrible sur son fils. Elle compose difficilement avec l'attitude de cette dernière face au succès.
- Billy Jean Caron : Pétillante et pleine d'entregent, Billy Jean est une jeune fille énergique qui essaie de se faire une «place sous le soleil». Même si elle est juste au début de la vingtaine, Billy Jean a déjà une « carrière » à la radio, comme animatrice à une station de country et Western du coin.
- Mario Czhwaenski : Mario est «l'artiste» de la station. Il fait ses premiers pas dans la boîte à titre de stagiaire, mais devient rapidement un élément essentiel à la bonne marche de l'entreprise.  De mère canadienne française et de père d'origine polonaise, Mario est l'incarnation du « melting pot sudburois ».
- Gignac : L'intensité de Gignac (auguste, de son petit nom), n'a d'égal que son intégrité artistique.  Artiste multidisciplinaire, il donne dans la poésie, la performance, le théâtre. l'art visuel et... la demande de subvention.  Pragmatique, il a compris que pour être en mesure de vivre de son art, il devait acquérir une expertise qui lui permettrait de naviguer à travers la multitude de sources de financement disponibles aux artistes.
- Julien. J. Rochefort : Une manière généreuse de le décrire serait de dire qu'il est imbu de lui-même.  Mais malheureusement pour lui et l'équipe de Météo+, son égocentrisme est accompagné d'une ambition malsaine et d'un snobisme sans bornes.
- Tristan Patry : On a rencontré Tristan pour la première fois alors qu'il a donné un atelier de croissance personnelle à l'équipe de Météo+.  Il s'agit d'un bel homme qui fait carrière en offrant ses services de consultant.
- Gratien Desrosiers : Doté d'une belle voix, d'une diction impeccable et projetant à la caméra une centaine vulnérabilité qui assure, paraît-il, le succès auprès du public, Gratien est l'animateur vedette de Météo+. Vieux garçon d'un tempérament légèrement névrotique, Gratien est l'enfant unique d'une mère possessive, une femme qui a réussi à faire son chemin dans le milieu franco-ontarien à une époque où la vie n'était pas facile pour une fille mère.
- Spare Change : Spare Change est un sans-abri dont personne ne connaît le vrai nom. Mystérieux et pleinement conscient de sa propre déchéance, Spare Change a beau vouloir garder le silence sur son passé, il est évident qu'il cache une blessure qui a changé le cours de sa vie.
- Conrad Fillion (Conny) : Député fédéral du Moulin à fleur, Conny siège à la Commission royale sur les langues officielles et est un maître des faveurs politiques échangées dans les coulisses du pouvoir. Grand charmeur - il en est à son quatrième mariage et dieu sait combien de maîtresses - et mégalomane, Conrad est prêt à se servir de n'importe qui pour son avancement.
- Ted (Pierre Douglas) Guérin : Pierre Douglas Guérin préfère se faire appeler « Ted », comme son héros et modèle, Ted Turner.  Magouilleur et mégalomane à ses heures, Ted réussit avec l'aide de son ami intime et député fédéral Conrad (Conny) Fillion à obtenir une licence afin d'exploiter une chaîne francophone de météorologie en continu à Sudbury ! Il devient ainsi le grand manitou de Météo+.
- Linda Guay : Elle est une professeure d'un cours d'anglais de Bernard. Dans l'épisode Barbe à Maman, Linda est heureuse de revoir son amie Béatrice-Marie (BM) Williams qu'elle n'a pas rencontré depuis son enfance.
- Constance Lalonde : Depuis dans les épisodes tels que Pourquoi se taire quand on peut parler et À cheval donné, on n'offre pas le thé, elle est remplacement d'une animatrice de Météo+ et dans Barbe à Maman, Constance est engueulée[style à revoir] pour Bernard à la suite d'une gaffe commise par Mario, gaffe qui crée un schisme entre lui et Billy Jean Caron.
- Chantal L'Amour : Chantal est la nouvelle réceptionniste pour la station dans la saison finale du programme, quand Gisèle a été transféré dans un rôle à plein temps comme vedette sur les ondes. Elle est graduellement devenue l'amoureuse pour Gratien même si sa mère la désapprouvait vivement.

## Épisodes

### Saison 1 (2008)
1. Alea jacta... et le reste
2. Et pourtant on tourne
3. Vox pop
4. Quo vadis BM?
5. L'habit ne fait pas le Gratien
6. Devine la comédie
7. Le serment d'Hypocrite
8. De la télé poubelle - première partie
9. De la télé poubelle - deuxième partie
10. Lara-tu cru?

### Saison 2 (2008-2009)
- 11. Le détour de l'enfant prodigue
- 12. Petit coup de main va loin
- 13. Œdipe Desrosiers
- 14. Le taureau andalou
- 15. Je veux et j'exige
- 16. Qui aime bien, châtie bien
- 17. Un zoo l'après-midi
- 18. L'annonce faite à Bernard
- 19. Ah, dis-moi donc comme t'as un beau casque
- 20. Une crotte sur le cœur
- 21. Les invasions Rochefort
- 22. Entre une bine et un Rochefort
- 23. Le temps qu'il fait dans votre cœur
- 24. Pourquoi se taire quand on peut parler
- 25. À cheval donné, on n'offre pas le thé
- 26. Météo+ n'est plus

### Saison 3 2009-2010
- 27. NOTV
- 28. Une culture attend pas l'autre
- 29. Une p'tite frite avec ça ?
- 30. Une potion magique avec ça
- 31. Une image vaut mille maux
- 32. Barbe à Maman
- 33. Silo m'était compté
- 34. Roger Dodger
- 35. Constance et inconstance
- 36. Des silos et des hommes
- 37. Le cœur a des raisons que BM ne connaît point
- 38. Conny, coureur des bois
- 39. Gratien et la cause orpheline
- 40. L'art finit où la libido commence
- 41. Feu Fluffy
- 42. Un verre d'eau dans une tempête

### Saison 4 2011
- 43. Ted ben, Ted ben pas
- 44. Le combo nuptial
- 45. Bernard : garçon d'honneur
- 46. Oui, non ... peut-être
- 47. Hollywood North
- 48. Guerre et Guérin
- 49. Kiki qui ?
- 50. C'est parti ma kiki
- 51. Conny, l'ami des artistes
- 52. Ah, beau clochard qui vient de loin
- 53. Une journée au musée
- 54. Dans des beaux draps
- 55. Une surprise n'attend pas l'autre
- 56. C'est l'amour qui nous mène en rond
- 57. Une station, deux stations, trois stations...
- 58. Ils vécurent heureux et...

## Distinctions

### Nominations
- Meilleure musique originale : dramatique[4] (Serge Côté)
- Meilleur thème musical : toutes catégories (Serge Côté)
- Meilleur rôle de soutien féminin : comédie (Lina Blais)